# Woldmeer (Meerstad)
Het Woldmeer bij Middelbert is een deels voltooid recreatiemeer in het Groningse stadsdeel Meerstad. Het is voor de pleziervaart bereikbaar via het Eemskanaal en het Slochterdiep. Het wordt parallel aan de ontwikkeling van Meerstad in verschillende fasen gegraven en moet bij voltooiing  130 hectare groot worden. Onderdeel van het meer zijn de restanten van de voormalige olympische roeibaan bij Harkstede.
Rondom het meer liggen de wijken Meeroevers, Groenewei, Tersluis en De Zeilen.

## Externe link

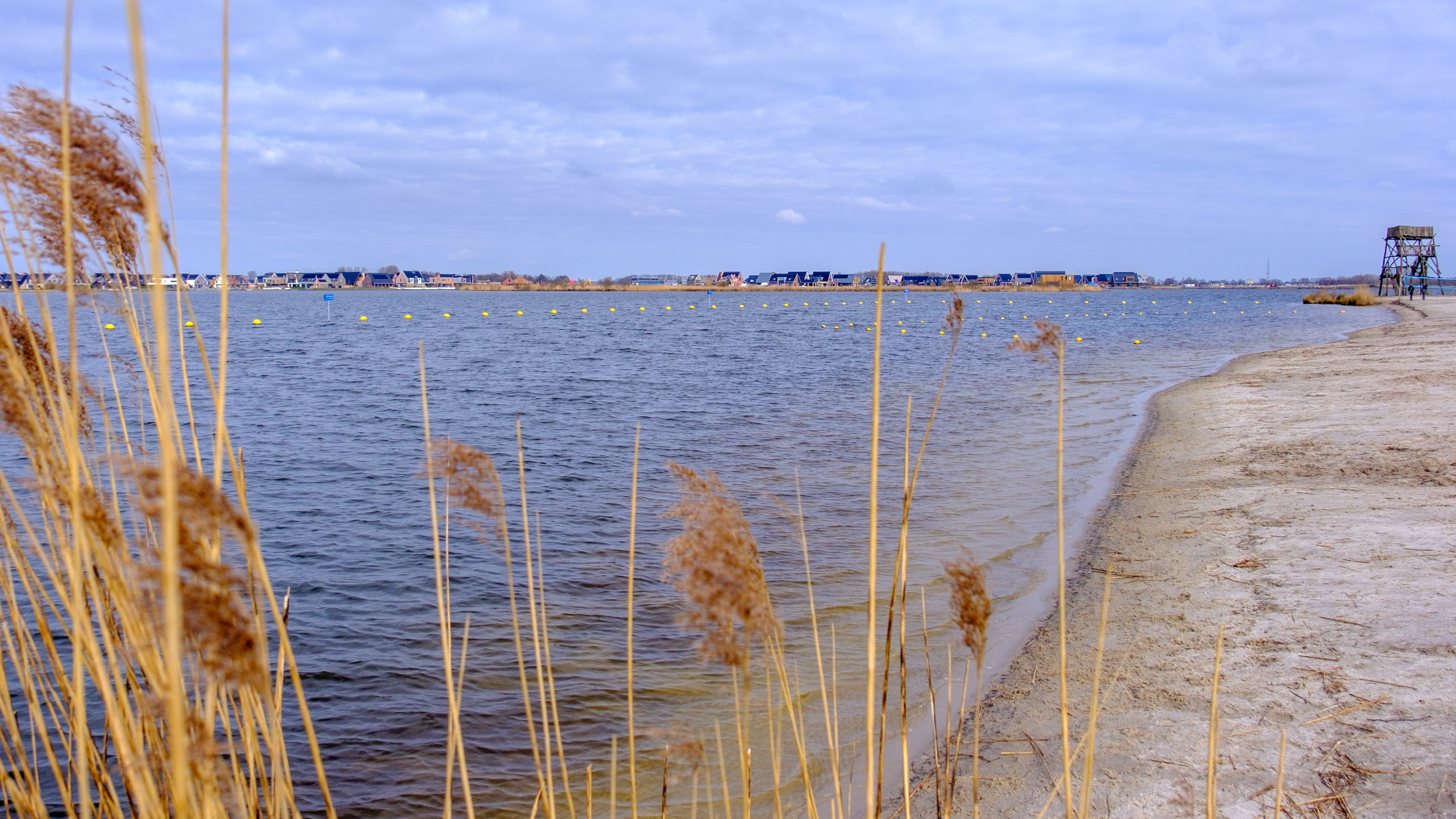
Het strand langs het Woldmeer met rechtsachter de uitkijktoren, die hier in 2013 werd geplaatst.
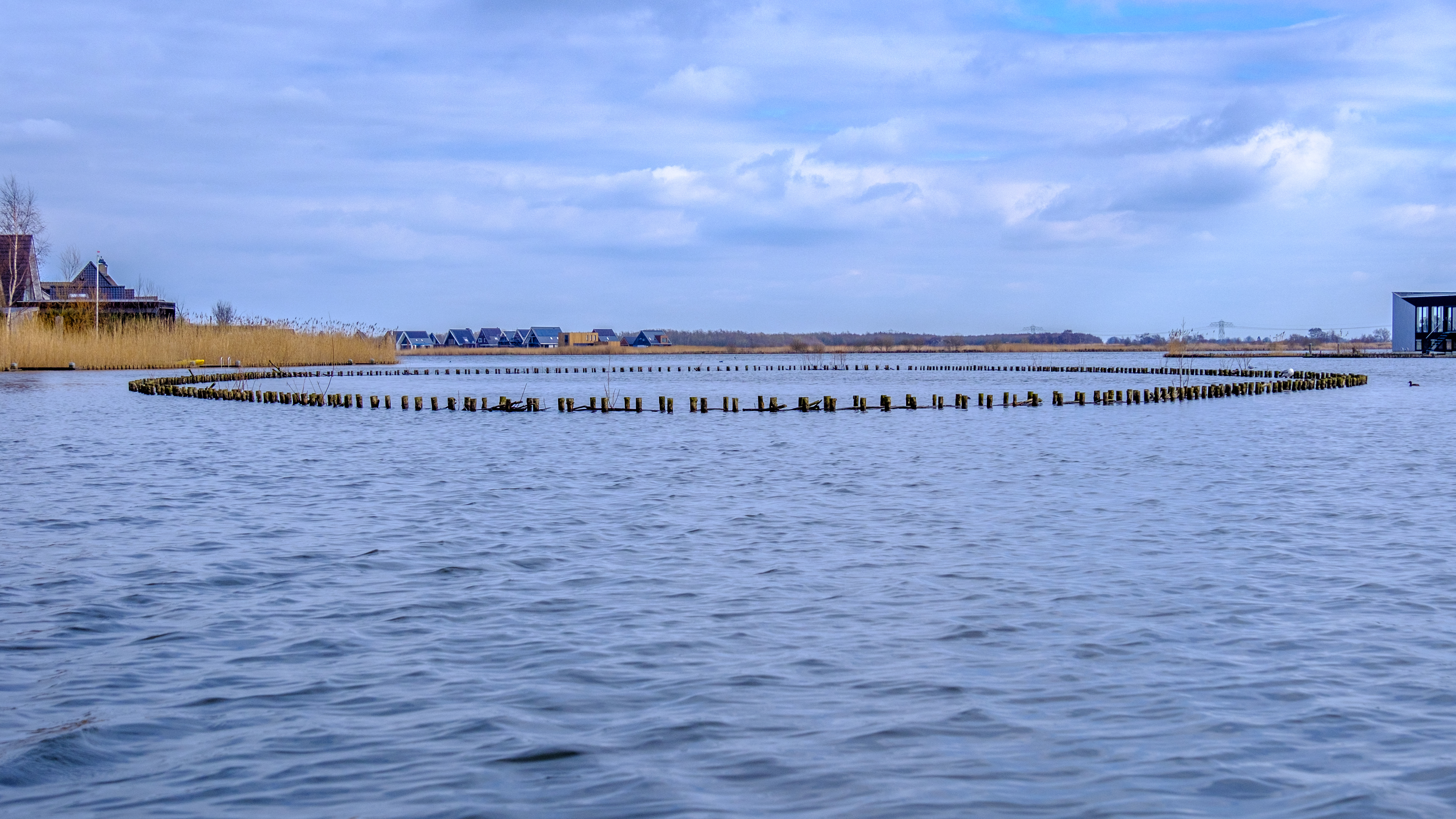
Rieteiland ten noorden van Meeroevers gefixeerd met palissades.